# Banyalbufar
Banyalbufar, en catalan et officiellement (Bañalbufar en castillan), est une commune d'Espagne de l'île de Majorque dans la communauté autonome des Îles Baléares. Elle est située à l'ouest de l'île, sur la côte, elle fait partie de la comarque de la Serra de Tramuntana.

## Géographie

Localisation de l'île Majorque dans les Îles Baléares.
Localisation de Banyalbufar dans l'île de Majorque.
Localisation de la comarque de la Serra de Tramuntana dans l'île de Majorque.